# Malick Yalcouyé
Malick Yalcouyé, né le 18 novembre 2005 au Mali, est un footballeur de nationalités malienne et ivoirienne qui évolue au poste de milieu central à Swansea City.

## Biographie

### En club
Né à Bandiagara au Mali, Malick Yalcouyé est formé par l'ASEC Mimosas, puis il rejoint en 2024 la Suède et le club de l'IFK Göteborg. Il joue son premier match le 18 février 2024, lors d'une rencontre de coupe de Suède face au Nordic United FC (en). Il entre en jeu et son équipe s'impose par quatre buts à trois.
Yalcouyé devient l'une des révélations du championnat suédois, impressionnant par son volume de jeu, sa vivacité, ses courses et son jeu au corps. Gustav Svensson, capitaine de l'IFK Göteborg, considère le jeune malien comme un grand talent du club.
Suivi par plusieurs clubs européens, Malick Yalcouyé rejoint Brighton & Hove Albion le 13 juillet 2024. Il signe un contrat de cinq ans, soit jusqu'en juin 2029,.
Le 29 août 2024, il est prêté pour une saison au Sturm Graz pour une saison.
Le 19 septembre 2024, il joue son premier match en Ligue des Champions en entrant en jeu face au Stade brestois 29.

## Palmarès
Sturm Graz
- Championnat d'Autriche (1) :
  - Champion : 2024-2025.